# Breitkopfottern
Die Breitkopfottern (Hoplocephalus) sind eine terrestrische Gattung der Hydrophiinae (Seeschlangen) innerhalb der Familie der Giftnattern. Es werden drei Arten in dieser Gattung geführt, die allesamt endemisch auf dem australischen Festland sind.

## Merkmale
Breitkopfottern besitzen einen schlanken und muskulösen Körperbau. Der Kopf ist breit und deutlich vom Hals abgesetzt. Die Bauchschuppen (Scuta ventralia) sind leicht kantig und gekerbt, so dass sich auf jeder Körperseite ein Bauchkiel bildet. Dies ist eine Anpassung an die kletternde Lebensweise der Arten. Der Giftapparat besteht, wie für Giftnattern typisch, aus seitlich des Schädels befindlichen Giftdrüsen (spezialisierte Speicheldrüsen) und im vorderen Oberkiefer befindlichen, unbeweglichen Fangzähnen (proteroglyphe Zahnstellung).

## Lebensweise
Breitkopfottern führen eine arboreale (baumbewohnende) und saxicole (felsenbewohnende) Lebensweise. Dabei ist Hoplocephalus bitorquatus vorwiegend arboreal und Hoplocephalus stephensii sowohl arboreal als auch saxicol. Hoplocephalus bungaroides besiedelt felsige Winterquartiere und baumbestandene Sommerlebensräume. Zum Beutespektrum der Arten zählen Echsen, insbesondere bestimmte Geckoarten, Froschlurche, Vögel und Kleinsäuger (einschließlich Fledermäuse). Die Fortpflanzung erfolgt nicht jährlich. Die Arten sind ovovivipar, also ei-lebendgebärend. Es werden zumeist zwischen 2 und 12 Jungschlangen zur Welt gebracht. Bei Bedrohung können sich Breitkopfottern durch Giftbisse zur Wehr setzen, welche beim Menschen zu ernsthaften Vergiftungen führen können.

## Taxonomie
Hoplocephalus wurde durch Johann Georg Wagler im Jahr 1830 als Gattung aufgestellt. Hoplocephalus bungaroides, erstbeschrieben durch Hermann Schlegel im Jahr 1837 unter der Bezeichnung Naja bungaroides, ist die Typusart der Gattung. Die Bezeichnung Hoplocephalus wurde zuvor bereits durch Georges Cuvier verwendet. The Reptile Database listet mit Informationsstand 2024 drei Arten innerhalb der Gattung Hoplocephalus:
- Blasse Breitkopfotter (Hoplocephalus bitorquatus Jan, 1859) – New South Wales, Queensland[1]
- Sydney-Breitkopfotter (Hoplocephalus bungaroides Schlegel, 1837) – New South Wales, im Umland von Sydney[1]
- Stephens Breitkopfotter (Hoplocephalus stephensii Krefft, 1869) – New South Wales[1]